# Stenocercus prionotus
Stenocercus prionotus este o specie de șopârle din genul Stenocercus, familia Tropiduridae, descrisă de John E. Cadle în anul 2001. A fost clasificată de IUCN ca specie cu risc scăzut. Conform Catalogue of Life specia Stenocercus prionotus nu are subspecii cunoscute.